# Battaglia dello Scultenna
La battaglia dello Scultenna fu combattuta nel 643 presso il torrente Scoltenna (anticamente Scultenna), il principale tratto sorgentizio del Panaro, tra l'esercito del re dei Longobardi Rotari e quello dell'esarca di Ravenna, l'armeno Isacio. Lo scontro fu vinto dal sovrano longobardo, mentre il suo avversario cadde sul campo; la vittoria consentì ai Longobardi di estendere i propri domini alla Lunigiana e alla Liguria e di completare la conquista della Aemilia.

## Contesto storico

I domini longobardi alla morte di Agilulfo (616)

La battaglia si insedia nell'ambito delle conquiste militari del re ariano con il fine non tanto di espandere il Regno longobardo, quanto di consolidarne i confini esterni: infatti, in quello stesso anno oltre ad assoggettare le coste liguri assediò e distrusse Oderzo per questioni tattiche.
Il sovrano longobardo approfittò di un momento di difficoltà dell'Impero bizantino, indebolito dalle invasioni arabe e dalla crisi sul monotelismo, per tentare di assoggettare i territori rimasti in mano bizantina e incuneati nel corpo centrale del regno: l'Esarcato di Ravenna con le sue propaggini venete fino a Oderzo a est, e la Liguria e la Lunigiana a ovest.

## Forze in campo
La battaglia si svolse presso il torrente Scoltenna (anticamente "Scultenna"), il principale ramo sorgentizio del fiume Panaro che nasce dal monte Rondinaio e scorre per una trentina di chilometri nell'Appennino emiliano. Sia l'Origo gentis Langobardorum, sia Paolo Diacono sostengono che le perdite bizantine raggiunsero le ottomila unità, una cifra eccezionale per l'epoca. Tale dato, tuttavia, è messo in dubbio dalla moderna storiografia: sia perché Rotari, nonostante un trionfo che avrebbe raggiunto tali proporzioni, non riuscì comunque a conquistare l'Esarcato, sia perché tale cifra risulterebbe in ogni caso del tutto sproporzionata alle reali dimensioni degli eserciti dell'epoca, composti da poche migliaia di guerrieri.
Recenti considerazioni sulle forze bizantine effettivamente dispiegabili, basate sulle informazioni rinvenibili nel Liber Pontificalis (il Libro dei Papi), confermano la scarsa plausibilità dell'alto numero di caduti. Parlando della ribellione di Ravenna del 711 d.C. contro Giustiniano II, Agnello Ravennate indica nel suo Liber come l'Esarcato fronteggi le rivolte mobilitando 11 bande (dal greco bizantino banda, singolare bandon), alcune di nuova formazione, altre costituite già alla fine del VI secolo. Le bande erano le unità costitutive dei drongoi, reparti di circa 1 000 uomini corrispondenti a specifici territori, che a loro volta si raggruppavano nei temi (themata), principali circoscrizioni dell'Impero bizantino. La consistenza delle bande variava tra i 300 e i 500 uomini ciascuna, a seconda del periodo storico, del numero di coscritti atti al combattimento sul territorio di reclutamento e delle tattiche militari adottate – per esempio, di frequente si costituivano reparti di diversa consistenza, per non permettere al nemico un rapido calcolo delle proprie forze in base al numero di stendardi. Ipotizzando che già settant'anni prima della Ribellione di Ravenna Isacio disponesse di almeno 11 bande, il numero dei coscritti bizantini impiegabili presso lo Scoltenna avrebbe oscillato tra i 3 300 e i 5 500 uomini, cifra di per sé molto inferiore alle perdite indicate da Diacono nell´Historia Langobardorum. Tuttavia le fonti militari bizantine del periodo, come lo Strategikon dell'Imperatore Maurizio, sottolineano come la difficoltà nel reperire coscritti abili al combattimenti riducesse la consistenza di una banda a 200-400 uomini, abbassando così la forbice di unità totali bizantine a soli 2 200-4 400 uomini, numero ancora più lontano da quello dei caduti indicati da Paolo Diacono. Infine, anche supponendo ottimisticamente che Isacio potesse reclutare fino a 30 bande, sguarnendo altre città e coscrivendo parte dei sudditi evacuati dai territori già caduti in mano longobarda, il numero di effettivi avrebbe oscillato tra i 6 000 e i 15 000 uomini, il che continua a rendere irrealistico un numero di caduti pari a 8 000. Difatti, pur se i coscritti bizantini fossero stati 12 000-15 000, perdere 8 000 uomini in una singola battaglia – a cui poi sommare feriti inabili al combattimento – avrebbe certificato un pressoché totale annientamento dell'esercito bizantino nell'Esarcato di Ravenna. A quel punto, sarebbe difficile spiegare perché i Longobardi non abbiano in seguito marciato su Ravenna per tentare di conquistarla, né dilagato nella Romagna bizantina, cercando di annetterne ampie porzioni. L'Esarcato e Ravenna rimasero invece territori romani fino al 751, rinforzando l'ipotesi che la cifra di 8 000 caduti romei nella Battaglia dello Scultenna fosse principalmente simbolica, e intendesse sottolineare l'alto numero di caduti e la perdita di comandanti di assoluto rilievo, tra cui lo stesso esarca Isacio, poi seppellito nella basilica ravennate.

## La battaglia
Della battaglia si hanno soltanto gli scarni resoconti offerti dall'Origo e da Paolo Diacono:
(Origo gentis Langobardorum, §6)
(Paolo Diacono, Historia Langobardorum, IV, 45)
La battaglia fu combattuta verso la fine del mese di novembre del 643 e si concluse probabilmente con la morte dell'esarca Isacio, comandante dei Bizantini. Il dato di ottomila guerrieri caduti da parte bizantina è ritenuto inattendibile da parte della moderna storiografia, che lo intende semplicemente come indicatore non numerico della netta vittoria conseguita da Rotari

## Conseguenze

### Reazioni immediate

Il regno longobardo dopo le conquiste di Rotari (636-652)

Secondo Fredegario le campagne di Rotari, nel cui quadro si inserisce la battaglia dello Scultenna, furono caratterizzate da gravi crudeltà con saccheggi, incendi, spogliazioni e distruzioni; la popolazione sottomessa sarebbe stata addirittura ridotta in schiavitù. La storiografia moderna, tuttavia, ridimensiona tale descrizione drammatizzata, ritenendola frutto per lo più della sorpresa dei testimoni, che dopo un quarantennio di relativa pace dovettero tornare ad assistere alle asperità belliche; la riduzione in schiavitù, in particolare, risulta del tutto incompatibile con le modalità dell'insediamento longobardo in Italia, a settant'anni dalla conquista, tanto che non esiste alcuna altra testimonianza in merito a tale pratica.

### Impatto sulla storia
La battaglia rappresentò un passaggio fondamentale delle campagne di conquista di Rotari, che si conclusero con un notevole ampliamento dei confini del regno longobardo. La città di Modena e la sua provincia – già effimeramente occupate alla fine del VI secolo – passarono definitivamente sotto il controllo longobardo e lo Scoltenna restò per più di un secolo la frontiera tra il Regno e l'Esarcato: una situazione che segnò significativamente le vicende successive di quelle terre, delimitate proprio dal corso del fiume Scoltenna-Panaro. La stabilizzazione dei territori longobardi più interni, corrispondenti alle odierne province di Piacenza, Parma, Reggio Emilia e Modena, ebbe come conseguenza un rifiorire dell'urbanizzazione e una ripresa dell'economia, entrambe premesse necessarie per la nascita dei liberi comuni nell'area.
L'esito della battaglia si riflette ancora oggi nel confine amministrativo tra la Provincia di Modena e la Città metropolitana di Bologna, e fu parte del più ampio processo di diversificazione dell'antica Aemilia romana nelle regioni storiche di Emilia e Romagna. Pur se accomunate dallo stesso sostrato linguistico e culturale, in seguito alla maggiore demarcazione e stabilizzazione del confine longobardo-bizantino che seguì eventi come la Battaglia dello Scultenna le due regioni storiche risentirono in modo crescente degli elementi longobardo e romeo, che ne produssero evoluzioni differenti. Il limes dello Scoltenna-Panaro fu, prima e anche per alcuni decenni dopo il 643, una fascia di confine penetrabile e aperta, caratterizzata da enclavi ed exclavi etniche e culturali, che attivarono tra loro scambi ed integrazioni, perlomeno tra le rispettive caste militari della zona. Tali interazioni furono temporaneamente interrotte da periodi di conflitto e guerra – come l'appoggio all'Iconoclastia dell'imperatore bizantino Leone III – e terminarono solo con la caduta dell'Esarcato, che proprio per mano longobarda depose l'ultimo esarca ravennate, Eutichio.

### Fonti primarie
- (LA)  Fredegario, Chronicarum, in  Bruno Krusch (a cura di), Monumenta Germaniae Historica, Hannover, 1888,  pp. Scriptores rerum Merovingicarum II, 1-193. [collegamento interrotto].
- (LA)  Origo gentis Langobardorum, in  Georg Waitz (a cura di), Monumenta Germaniae Historica, Hannover, 1878,  pp. Scriptores rerum Langobardicarum et Italicarum saec. VI–IX, 1–6. Trad. it.:  Claudio Azzara; Stefano Gasparri (a cura di), Le leggi dei Longobardi. Storia, memoria e diritto di un popolo germanico, 2ª ed., Roma, Viella, 2005, ISBN 88-8334-099-X. Testo disponibile su Wikisource.
- (LA)  Paolo Diacono, Historia Langobardorum, in  Georg Waitz (a cura di), Monumenta Germaniae Historica, Hannover, 1878,  pp. Scriptores rerum Langobardicarum et Italicarum saec. VI–IX, 12–219. Trad. it.:  Paolo Diacono, Storia dei Longobardi, a cura di Lidia Capo, Milano, Lorenzo Valla/Mondadori, 1992, ISBN 88-04-33010-4. Testo disponibile su Wikisource.

### Letteratura storiografica
- Ottorino Bertolini, Il patrizio Isacio esarca d'Italia [625-643], in Ottavio Banti (a cura di), Scritti scelti di storia medievale, Livorno, Il telegrafo, 1968,  pp. Volume I..
- Paolo Delogu, André Guillou; Gherardo Ortalli, Longobardi e Bizantini, in Giuseppe Galasso (a cura di), Storia d'Italia, Torino, Utet, 1980,  pp. Volume I., ISBN 88-02-03510-5.
- Lidia Capo, Commento, in Paolo Diacono, Storia dei Longobardi, Milano, Lorenzo Valla/Mondadori, 1992, ISBN 88-04-33010-4.
- Stefano Gasparri, La frontiera in Italia (sec. VI-VIII). Osservazioni su un tema controverso, in Gian Pietro Brogiolo (a cura di), Città, castelli, campagne nei territori di frontiera (secoli VI-VII), Mantova, Padus, 1995.
- Angelo Ghiretti, Archeologia e incastellamento altomedievale nell'Appennino Parmense, Bardi, Centro studi Val Ceno, 1990.
- Jörg Jarnut, Storia dei Longobardi, traduzione di Paola Guglielmotti, Torino, Einaudi, 1995  [1982], ISBN 88-06-13658-5.
- Sergio Rovagnati, I Longobardi, Milano, Xenia, 2003, ISBN 88-7273-484-3.